# The Honeycombs (album)
The Honeycombs è il primo album in studio dell'omonimo gruppo musicale britannico, pubblicato nel 1964.

## Tracce
1. Colour Slide - 2:52
2. Once You Know - 2:27
3. Without You It Is Night - 2:48
4. That's The Way - 2:57
5. I Want To Be Free - 3:41
6. How The Mighty Have Fallen - 2:21
7. Have I The Right? - 2:54
8. Just A Face In The Crowd - 2:24
9. Nice While It Lasted - 2:36
10. Me From You - 2:11
11. Leslie Anne - 1:58
12. She's Too Way Out - 1:59
13. It Ain't Necessarily So (From "Porgy And Bess") - 2:19
14. This Too Shall Pass Away - 3:24

## Formazione
- John Lantree: basso
- Honey Lantree: batteria
- Allan Ward: chitarra elettrica
- Martin Murray: chitarra ritmica
- Dennis D'Ell: voce